# Threshold (Stargate SG-1)
Threshold (Umbral) es el segundo episodio de la quinta temporada de la serie de televisión de ciencia ficción Stargate SG-1, y el nonagésimo capítulo de toda la serie. Corresponde a la parte 3 de 3 episodios, siendo antecedida por Exodus y  Enemies.

## Trama
El coronel O'Neill y el general Hammond visitan a Teal'c en su celda, y él les asegura que se ha liberado del control de Apophis y es nuevamente leal a los Tau'ri. Pero cuando Teal'c se reúne con Bra'tac, y éste descubre que está mintiendo, y para evitar que escape, Bra'tac le dispara con un Zat, pero además le quita el simbionte. 
Luego durante una reunión, Bra'tac explica su acción: dice que aunque Teal'c está muriendo lentamente, este proceso, llamado "Rito de M'al Sharran", lo ayudara eventualmente a descubrir la verdad sobre Apophis y su lucha por la Libertad Jaffa. Mientras Teal'c se encuentra atado en la enfermería, es visitado por sus amigos. A pesar de esto, él aun cree que Apophis es un Dios.
Pronto, Teal'c recuerda su primer encuentro con Apophis después de una batalla ganada. No obstante, en esa ocasión, Teal'c fue castigado por defender a su padre y hablar así contra Apophis. 
En tanto, la doctora Fraiser se manifiesta en contra del método utilizado por Bra'tac, e insiste en devolverle a Teal'c su simbionte. Sin embargo, Bra'tac cree fervientemente que Teal’c sobrevivirá al rito, y volverá a ser el mismo. Más adelante, él le confiesa a Carter que su fin se acerca, ya que pronto su simbionte madurara y estará muy viejo para recibir otro.
En la enfermería, Daniel y O'Neill hablan con Teal'c, cuando de repente éste dice "Va'lar", y comienza a recordar una conversación con un amigo llamado Va'lar sobre su castigo a manos de Apophis. Luego Teal'c despierta e intenta convencer a sus amigos para que lo liberen, pero sin éxito. Teal'c se enoja y llama Bra'tac. Rápidamente vuelve a tener otra visión, esta vez, sobre el entrenamiento privado con Bra'tac, quien a pesar de ser más viejo vence fácilmente a Teal'c. Durante este tiempo, Bra'tac le enseño a Teal'c que la fe en Apophis no lo ayudara en batalla, sino solo sus propios sentidos.
Más adelante, mientras habla con Daniel, Teal'c vuelve a tener otra visión en la cual habla con su esposa sobre las enseñanzas de Bra'tac. Luego Carter va a la enfermería a hablar con Teal'c, quien le pide ayuda para escaparse. Teal'c entonces recuerda una ocasión en la que lucho contra Ra. Durante una batalla Va’lar volvió derrotado y pidiendo la ayuda de Teal'c. Cuando Teal'c informó sobre esto a Apophis, el Goa'uld le ordenó ejecutar a Va'lar. Teal'c volvió entonces al planeta con Va'lar para ejecutarlo. Sin embargo, en vez de cumplir la orden a Apophis, Teal'c libero a Va'lar, y lo envío a ocultarse en una aldea cercana. Teal'c tomo un simbionte de un Jaffa muerto y se lo presentó ante Apophis, quien creyó que se trata del simbionte de Va'lar. En ese instante, Teal'c comprobó que Apophis no era omnisciente.
Hammond luego habla con O'Neill sobre que le sucederá a Teal'c si no logra recuperarse de la difícil prueba. Teal'c vuelve a tener una visión, en la cual le dice a Drey'auc que Apophis le ordenó destruir la aldea a la cual había enviado a Va'lar, matándolo en el ataque. Sin embargo, Drey'auc lo convence de que él solo seguía órdenes. Después, Teal'c recuerda cuando visitó a Bra'tac luego de convertirse en Primado de Apophis. Extrañamente Bra’tac no estaba feliz por eso, y hablaron sobre el hecho que los Goa'uld no son dioses. Bra’tac le dice a Teal’c que ahora que es Primado de Apophis, él podrá usar su posición para salvar miles de vidas. En la última visión, Teal'c aparece mostrando a Bra’tac a un equipo de humanos provenientes de  Tau'ri (el SG-1) encarcelados en Chulak.
En la enfermería, Teal'c repentinamente comienza a morir, y Bra'tac le grita que elija entre morir por Apophis o ser libre. La doctora Fraiser le reimplanta el simbionte y empieza a intentar reanimar a Teal'c, quien entonces reflexiona sobre los momentos en que formó parte del SG-1. Finalmente Teal'c despierta, diciendo que elige ser libre y que Apophis es un falso dios, para la alegría de sus amigos. Es desatado y se le permite reintegrarse al SG-1. Teal'c le da las gracias a sus amigos y a Bra'tac por haberlo ayudado a sobrevivir la experiencia.

## Artistas invitados
- Tony Amendola como Bra'tac
- Brook Parker como Drey'auc.
- Peter Williams como Apophis.
- David Lovgren como Va'lar.
- Teryl Rothery como la doctora Fraiser.
- Eric Schneider como el doctor MacKenzie.
- Karen van Blankenstein como enfermera.